# Angel Love Story 〜秋色の天使〜
「Angel Love Story 〜秋色の天使〜」（エンジェル・ラヴ・ストーリー あきいろのてんし）は、Winkの25枚目のシングル。1995年9月15日にポリスターより発売された。

## 解説
表題曲は、山田ひろしとハナカツオが作詞を、幾見雅博が作曲と編曲を担当したWinkの楽曲。
1995年9月1日より放送開始の、トリンプ「天使のブラ」CMソングとして作成された。Winkのメンバー・相田翔子によれば、同デュオが初めて表題曲を聴いたのは、このCMソングとしての30秒のデモテープによってであったが、当初「もっとワイルドな感じ」であったものの、「メローな大人っぽい感じがいいんじゃないか」とのことで、急遽アレンジを変えたという。
本作では、D-RAMが編曲を担当した、表題曲の「Trance Mix」がカップリングされている。
1995年9月15日に発売。オリコンチャートの週間ランキングでは、9月25日付で62位、翌週10月2日付で93位と、100位以内には2週連続ランクインした。同チャートの年間ランキングでは、1995年度において売上0.836万枚により677位となっている。
本作を最後に、Winkは翌1996年3月31日を以って活動を停止することとなった。
当時オリジナルアルバムの制作も始まっていたが活動停止によりラストシングルを収録するオリジナルアルバムが発売されることはなかったが『Flyin' High』のボーナストラックとして追加されたCDが2018年09月12日発売されている。

## 収録曲
※ 全作詞：山田ひろし、ハナカツオ、全作曲：幾見雅博
1. Angel Love Story 〜秋色の天使〜
  - 編曲：幾見雅博
2. Angel Love Story 〜秋色の天使〜 [Trance Mix]
  - 編曲：D-RAM

## 収録アルバム
- Angel Love Story 〜秋色の天使〜
  - Reminiscence
  - WINK MEMORIES 1988-1996
  - Wink Best & Best Deluxe
  - Flyin' High（2018年9月12日発売バージョン）

## テレビ番組における歌唱
※ 在京キー局のテレビ番組の放送日は首都圏のもの。地方の系列局の放送日は異なる場合がある。
- Angel Love Story 〜秋色の天使〜

| 放送日 (曜日)              | 番組名                                                                                     | 放送局         | 衣装 | 備考 |
| -------------------------- | ------------------------------------------------------------------------------------------ | -------------- | ---- | --- |
| 1995.09.21 (木) 深夜[注 1] | ミュージック・パーク[注 1]                                                                 | 日本テレビ     | Ａ   | |
| 1995.09.24 (日)[注 2]      | まいど!音楽ラスベガス[注 2]                                                                | テレビ朝日     | Ａ   | Winkは同番組の前回9月17日(日)放送分にも出演[注 3]。 |
| 1995.09.30 (日)[注 4]      | 370万人スペシャル!静岡夢特急!午後4時までノンストップ8元放送[注 4]（静岡朝日テレビ祭り）[7] | 静岡朝日テレビ | Ｂ   | Winkは同番組に「JIVE INTO THE NIGHT」の衣装[注 5]を着用して出演し、静岡市役所前青葉イベント広場において、「JIVE INTO THE NIGHT」、「咲き誇れ愛しさよ」、「Heavenが待ってる」、「愛が止まらない」、「淋しい熱帯魚」、本曲を生中継で歌唱[7]。 |
- 「衣装」欄の記号：Ａ＝鈴木早智子がミニスカート、相田翔子がロングスカートの、黒色の衣装　Ｂ＝その他（「備考」欄参照）